# مشت‌های کوچک
مشت‌های کوچک یک تله‌تئاتر تلویزیونی محصول سال ۱۳۶۹ به کارگردانی ثریا قاسمی، نویسندگی و تهیه‌کنندگی فرهاد توحیدی می‌باشد که در سال ۱۳۷۱ از برنامه کودک و نوجوان شبکه دو پخش شد.

## بازیگران
- حسین امیر فضلی
- حمید یزدانی
- صدیقه کیانفر
- کامران ملک‌مطیعی
- مهدی کساییان
- مهران مدیری[۲]